# 蔣式芬
蔣式芬（1851年—1922年），字桂山、清箎，號毅圃、蓮溪，直隸省保定府蠡縣人，清朝政治人物、進士出身。
同治十二年，鄉試中舉。光緒三年，登進士，改庶吉士。光緒九年四月，散館，授翰林院檢討。光緒十一年，任國史館協修官。光緒十四年，任功臣館纂修官。光緒十八年，任湖廣道監察御史。光緒二十年，任湖南鄉試副考官。光緒二十四年，改吏科給事中。光緒二十五年，改戶科掌印給事中。光緒二十六年，任湖北學政。光緒二十九年，任吏科掌印給事中、廣東分巡肇陽羅道。宣統元年，署理廣東廉欽道、廣東提學使。宣統二年，任廣東鹽運使。